# Valle-di-Campoloro
Valle-di-Campoloro település Franciaországban, Haute-Corse megyében. Lakosainak száma 341 fő (2022. január 1.). Valle-di-Campoloro Cervione, Santa-Maria-Poggio és Santa-Reparata-di-Moriani községekkel határos.

## Népesség
A település népessége az elmúlt években az alábbi módon változott:
| Lakosok száma | 146  | 174  | 253  | 283  | 346  | 341  | 344  | 353  | 352  | 341  |
|               | 1968 | 1982 | 1990 | 2006 | 2013 | 2015 | 2017 | 2019 | 2020 | 2022 |